# Saulx-Marchais
Saulx-Marchais là một xã của Pháp, nằm ở tỉnh Yvelines trong vùng Île-de-France.
Dân xã này tiếng Pháp gọi là Marcasalucéens.

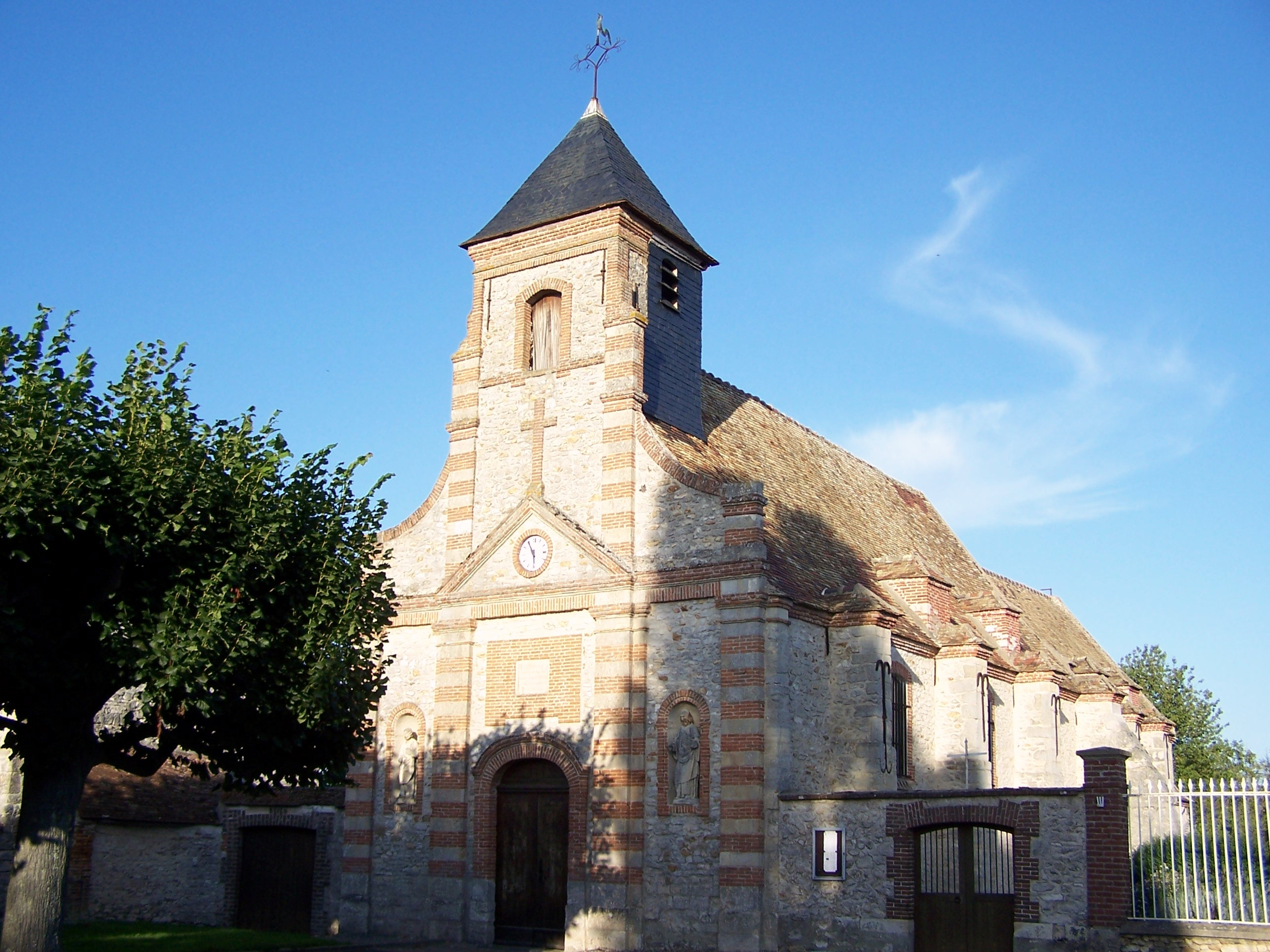
Nhà thờ Saint-Pierre-et-Saint-Paul

## Địa lý
Các xã giáp ranh Saulx-Marchais là: Beynes về phía đông, Vicq về phía nam, Auteuil về phía tây và Marcq về phía tây bắc.